# ایو (خواننده)
ها سو یونگ (کره‌ای: 하수영؛ زادهٔ ۲۴ مه ۱۹۹۷) که بیشتر با نام هنری ایو (انگلیسی: Yves, کره‌ای: 이브) شناخته می‌شود، خواننده اهل کره جنوبی است. او یکی از اعضای گروه دخترانه لونا و زیرگروه لونا وای‌وای‌اکس‌وای است. او فعالیت انفرادی خود را در ۲۹ مه ۲۰۲۴ با انتشار آلبوم چندآهنگه (ئی‌پی) لوپ آغاز کرد.

## ترانه‌شناسی

### آلبوم‌های چندآهنگه
| عنوان | جزئیات | بالاترین جایگاه جدول | فروش‌ها              |
| عنوان | جزئیات | کره جنوبی            | فروش‌ها              |
| ----- | --- | -------------------- | ------------------- |
| لوپ   | - انتشار: ۲۹ مه ۲۰۲۴ - ناشر: Paix Per Mil - فرمت: سی‌دی، دانلود دیجیتال، استریم فهرست قطعات 1. «دایوراما» (Diorama) 2. «لوپ» (Loop) (با همکاری لیل چری) 3. «افترگلو» (Afterglow) 4. «گلد فیش» (금붕어; Goldfish) | ۱۳                   | - کره جنوبی: ۲۰٬۵۵۲ |

### تک‌آهنگ‌ها
| عنوان                     | سال  | بالاترین جایگاه جدول | آلبوم             |
| عنوان                     | سال  | کره جنوبی دانلود     | آلبوم             |
| ------------------------- | ---- | -------------------- | ----------------- |
| «لوپ» (با همکاری لیل چری) | ۲۰۲۴ | ۱۶۱                  | لوپ               |
| «تیک تاک»                 | ۲۰۲۴ | —                    | تک‌آهنگ بدون آلبوم |

### موسیقی متن
| عنوان        | سال  | آلبوم               |
| ------------ | ---- | ------------------- |
| «نفس» (한숨) | ۲۰۲۴ | اواس‌تی ولیعهد گمشده |

## فیلم‌شناسی

### برنامه‌های تلویزیونی
| سال  | عنوان         | نقش               | منابع |
| ---- | ------------- | ----------------- | ----- |
| ۲۰۱۹ | The Gashinas  | عضو گروه بازیگران | [ ۴ ] |
| ۲۰۲۰ | فکت این استار | مجری              | [ ۵ ] |